# Secretaria de Turismo do Estado da Bahia
| Secretaria de Turismo                                            |                                  |
| Avenida Tancredo Neves, Caminho das Árvores www.setur.ba.gov.br/ |                                  |
| Criação                                                          | 28 de dezembro de 2006 (18 anos) |
| Palestrante à frente de cartaz da Secretaria em 2017.            |                                  |
| Palestrante à frente de cartaz da Secretaria em 2017.            |                                  |

A Secretaria de Turismo do Estado da Bahia (SETUR) é uma das secretarias do Poder Executivo do Governo do Estado da Bahia.

## História
A SETUR tem origem na extinta Secretaria de Cultura e Turismo do Estado da Bahia, órgão da administração direta do Estado da Bahia criado pela lei estadual nº 6.812, de 18 de janeiro de 1995, que reunia atribuições relacionadas com as políticas culturais e as políticas públicas de turismo no estado.
A partir da lei estadual nº 10.549 de 28 de dezembro de 2006, a pasta foi desmembrada passando a ter um órgão especializado denominado Secretaria de Turismo do Estado da Bahia, com a finalidade de promoção da política governamental referente ao turismo no estado.
Vinculada à SETUR está a Superintendência de Fomento ao Turismo do Estado da Bahia, responsável pela promoção turística do estado. A superintendência é originária da antiga Empresa de Turismo da Bahia (Bahiatursa), empresa de economia mista.

## Secretários

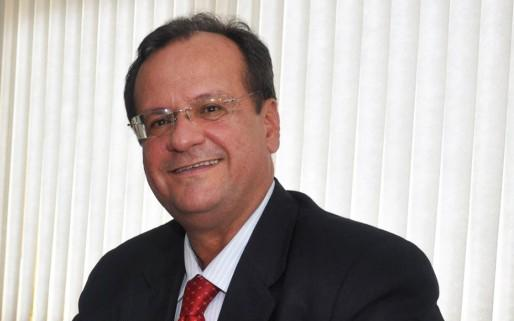
Mauricio Bacelar Secretário de Turismo da Bahia

- Paulo Gaudenzi (1995 – 1 de janeiro de 2007)[4]
- Domingos Leonelli (2 de janeiro de 2007 – 31 de março de 2010)[5][6]
- Antonio Carlos Marcial Tramm (31 de março de 2010 – 20 de janeiro de 2011)[7][8]
- Domingos Leonelli (20 de janeiro de 2011 – dezembro de 2013)[8]
- João Carlos Oliveira da Silva, interinamente[9]
- Pedro Galvão (janeiro de 2014 – dezembro de 2014)[10]
- Nelson Pelegrino (janeiro de 2015 – julho de 2016)[11]
- José Alves Peixoto Júnior (julho de 2016 – fevereiro de 2019)
- Fausto de Abreu Franco (fevereiro de 2019 – maio de 2021)
- Maurício Bacelar (maio de 2021 – dias atuais)[carece de fontes?]